# Nazionale olimpica di calcio della Nuova Zelanda
La nazionale olimpica neozelandese di calcio è la rappresentativa calcistica della Nuova Zelanda che rappresenta l'omonimo stato ai giochi olimpici.

## Storia
La nazionale olimpica della Nuova Zelanda ha partecipato a tre edizioni dei giochi olimpici, nel 2008, nel 2012 e nel 2021. Nella sua prima partecipazione fu eliminata nella fase a gruppi in cui collezionò un punto grazie a due sconfitte ottenute con il Brasile per 5 a 0 e il Belgio per 1 a 0, ed un solo pareggio con la Cina per 1 a 1. L'unica rete segnata dalla squadra fu di Jeremy Brockie. Nella partecipazione successiva la squadra fu di nuovo eliminata nella fase a gruppi ottenendo di nuovo due sconfitte e un pareggio. Anche in quel caso fu segnata solamente una rete, da Chris Wood. A Tokyo 2020 la nazionale vince 1-0 contro la Corea del Sud, prima vittoria nella sua storia, perde 2-3 contro l'Honduras e pareggia 0-0 con la Romania, qualificandosi ai quarti, dove, dopo i supplementari terminati 0-0, perde ai rigori contro il Giappone.
Globalmente ai giochi olimpici la Nuova Zelanda ha collezionato 1 vittoria, 3 pareggi e 4 sconfitte, subendo 15 gol e segnandone 5.

## Statistiche dettagliate sui tornei internazionali

### Giochi olimpici
| Anno | Luogo             | Piazzamento      | V | N | P | Gol |
| ---- | ----------------- | ---------------- | - | - | - | --- |
| 1952 | Helsinki          | Non partecipante | - | - | - | -   |
| 1956 | Melbourne         | Non partecipante | - | - | - | -   |
| 1960 | Roma              | Non partecipante | - | - | - | -   |
| 1964 | Tokyo             | Non partecipante | - | - | - | -   |
| 1968 | Città del Messico | Non partecipante | - | - | - | -   |
| 1972 | Monaco di Baviera | Non partecipante | - | - | - | -   |
| 1976 | Montréal          | Non partecipante | - | - | - | -   |
| 1980 | Mosca             | Non partecipante | - | - | - | -   |
| 1984 | Los Angeles       | Non qualificata  | - | - | - | -   |
| 1988 | Seul              | Non qualificata  | - | - | - | -   |
| 1992 | Barcellona        | Non qualificata  | - | - | - | -   |
| 1996 | Atlanta           | Non qualificata  | - | - | - | -   |
| 2000 | Sydney            | Non qualificata  | - | - | - | -   |
| 2004 | Atene             | Non qualificata  | - | - | - | -   |
| 2008 | Pechino           | Primo turno      | 0 | 1 | 2 | 1:7 |
| 2012 | Londra            | Primo turno      | 0 | 1 | 2 | 1:5 |
| 2016 | Rio de Janeiro    | Non qualificata  | - | - | - |     |
| 2020 | Tokyo             | Quarti di finale | 1 | 1 | 1 | 3:8 |
| 2024 | Parigi            | Primo turno      | 1 | 0 | 2 | 3:8 |